# James P. Hosty
James Patrick Hosty, född den 28 augusti 1924 i Chicago, död den 10 juni 2011 i Kansas City, Missouri, var en amerikansk FBI-agent som fick uppdraget att utreda Lee Harvey Oswald efter dennes hemkomst till USA från Sovjetunionen. Oswald var misstänkt som John F. Kennedys mördare. Senare i livet skrev Hosty en memoar om mordet med titeln "Assignment: Oswald". 

## Hosty i fiktionen
I filmen JFK från 1991 beskrivs Hosty som en person som spelat en central roll i en regeringskonspiration för att mörda Kennedy. 